# Edward MacCabe
Edward MacCabe (né le 14 février 1816 à Dublin en Irlande, et mort le 11 février 1885 à Dublin) est un cardinal irlandais du XIXe siècle.

## Biographie
Edward MacCabe est élu évêque de Grahamstown dans l'Afrique du Sud, mais décline. Il est curé et chanoine dans l'archidiocèse du Dublin. Le 30 janvier 1855, il est nommé évêque titulaire de Dardanie (de). MacCabe est élu évêque titulaire de Gadara (de) et évêque auxiliaire de Dublin en 1877 et est consacré le 25 juillet de la même année par Paul Cullen avec comme co-consécrateurs John MacEvilly et Francis Patrick Moran. Il est promu à l'archidiocèse de Dublin en 1879. Le pape Léon XIII le crée cardinal lors du consistoire du 27 mars 1882.

## Succession apostolique
Edward MacCabe a ordonné les évêques suivants :
- Archevêque Thomas Raymond Hyland (en), O.P. (1882)
- Évêque Nicholas Donnelly (en) (1883)